# Eugenio Castellucci
Eugenio Castellucci (ur. 21 kwietnia 1903, zm. w 19??) – argentyński piłkarz, grający na pozycji napastnika.

## Kariera piłkarska
W 1926 rozpoczął karierę piłkarską w drużynie Gral. San Martín. Potem występował w klubach Platense, Atlanta, Chacarita Juniors, Argentino T.L. i ponownie Chacarita Juniors. W sezonie 1930/31 bronił barw Juventusu, z którym zdobył mistrzostwo Włoch.

## Sukcesy i odznaczenia

### Sukcesy klubowe
Juventus
- mistrz Włoch: 1930/31